# لاگان، نیو ساوت ولز
لاگان (به انگلیسی: Laggan) یک منطقهٔ مسکونی در استرالیا است که در نیو ساوت ولز واقع شده‌است. جمعیت آن ۳۵۸ نفر می‌باشد.